# BP 15-98-01
Tàu BP 15-98-01 thuộc biên chế của Hải đội 2, Bộ Chỉ huy Bộ đội Biên phòng Tỉnh Tiền Giang, Bộ đội Biên phòng Việt Nam. Đóng tại Cửa Tiểu, Gò Công Đông, Tiền Giang. Có nhiệm vụ tuần tra kiểm soát trên biển, nâng cao hiệu quả bảo vệ chủ quyền biên giới vùng biển và thềm lục địa của Tổ quốc, ứng cứu kịp thời công tác cứu hộ, cứu nạn trên biển.

## Thiết kế
Đây là loại tàu tuần tra cao tốc vỏ hợp kim nhôm được thiết kế thỏa mãn cấp I "Qui phạm phân cấp và đóng tàu thủy cao tốc" TCVN 6451:2004, "Qui phạm phân cấp và đóng tàu quân sự" TCVN/QS 1400:2011 và các Công ước Quốc tế mà Việt Nam tham gia.
Tàu BP 15-98-01 là loại tàu chạy trên biển có 2 hệ trục chân vịt, 2 buồng máy, có 2 vị trí điều khiển (đài lái chính và đài lái phụ trên nóc cabin lái). Tàu có chiều dài 25.3 m, rộng 4.93 m, chiều chìm trung bình 1.15 m, tốc độ 33 hải lý/giờ, tổng công suất máy chính 2 x 1500 HP, được trang bị hệ thống lái điện thủy lực, điều khiển tay và lái tự động, cùng các thiết bị hàng hải như: máy đo độ sâu, máy đo tốc độ, định vị vệ tinh, máy thu bản đồ thời tiết, hệ thống báo cháy tự động, hệ thống chữa cháy bằng khí CO2. Tàu còn có các loại vũ khí, thiết bị vô tuyến điện phục vụ tìm kiếm cứu hộ, cứu nạn và tuần tra bảo vệ vùng biển, ngư trường biển,... Tầm xa 150 hải lý, tầm hoạt động 500 hải lý, trong điều kiện sóng cấp đến cấp 8.